# Adobe Flash Media Live Encoder
Adobe Flash Media Live Encoder（FMLE）はアドビシステムズが無償提供している動画のライブエンコーディングソフトウェアである。

## 歴史
Version 1.0は2007年2月23日にリリースされた。
Version 2.0は次の機能を加えて2007年10月26日にリリースされた。
- MP3に対するエンコードサポート
- コマンドラインエグゼクション
- OS開始にあたっての自動スタート
- 自動的にメンテナンスが再開される機能
- リモートアクセス
- 間隔を再セットできる機能
- タイムコードサポート

Version 2.5は次の機能を加えて2008年4月14日にリリースされた。
- H.264/HE-AACに対応したエンコーディングサポート
- サービス品質の改良
- 自動調節機能（ネットワーク接続が最適でない場合にアウトゴーイングストリーム品質のダイナミックダウングレードを可能にする）

Version 3.0 は次の機能を加えて2009年1月12日にリリースされた。
- アップデートした利用者のインターフェースと追加プリセット
- マルチビットレートエンコーディング（3種類のビットレートまで可能）
- ファイルマネジメントの改良（ファイルネームにおけるファイルサイズやデュレーション、パラメーターに基礎を置く多重ファイルの設定）
- DVR機能
- システムタイムコード支援（SMPTEやLTC、VITC、BITCといったタイムコードは、キャプチャーデバイスの支援を受ければ使用可能となり、不可能ならシステムタイムコードが利用可能となる）
- VP6エンコーディングに対応したマルチコアプロセシングキャパビリティ
- 追加されたコンパチブルデバイスに対応した支援

Version 3.2 が2010年12月21日にリリース。

## 利用法
- キャプチャーカード、ウェブカメラ、IEEE 1394、USBデバイスからAdobe Media Server（AMS）やFlash Video Streaming Service（FVSS）へのライブストリームビデオ。（デバイスやドライバは、FMLEにより承認されるMicrosoft DirectShowフィルターを支援しなければならない。）
- アーカイブFLVやローカルに動くF4Vファイル

## 機能
FMLEは接続したクライアントに対するストリームライブビデオとしてReal Time Messaging Protocol（RTMP）を通じたAdobe Media Server（AMS）やFlash Video Streaming Service（FVSS）に接続するデスクトップアプリケーションである。クライアントはFlash Player SWFを通じてFMSに接続し、ストリームを見る。
FMLEはビデオに対応したVP6やH.264、オーディオに対応したMP3やNellymoserを支援する。加えてオーディオ向けのAACやHE-AACは、MainConcept社から得られるプラグインにより支援される。
FMLEはライブのプレイバック中に求められるDVR様式で得られるリーダブルワイルオープンライブストリームを記録するなどフラッシュメディアサーバー機能から直接統一する。異なるビットレートにおいてダイナミックストリーミングを支援する即座にマルチプルファイルに変換も可能である。
一定の時間内に起動・終了を伴うライブを変換することに加えて、コマンドラインコントロールやオートリコネクト、リモートアクセスのようなものは、能率的な24/7エンコーディングが可能である。

## 参照
1. 1 2  Adobe Flash Media Live Encoder 3.2 – now shipping
2. ↑  http://www.mainconcept.com/site/index.php?id=21580

- Flash Media Live Encoder 2.5 Documentation
- Flash Media Live Encoder 3 Documentation